# Adama Guira
Adama Guira (Bobo-Dioulasso, 24 de abril de 1988) é um futebolista profissional burquinense que atua como meia.

## Carreira
Adama Guira representou o elenco da Seleção Burquinense de Futebol no Campeonato Africano das Nações de 2017.